# (8180) 1992 PY2
A (8180) 1992 PY2 a Naprendszer kisbolygóövében található aszteroida. Henry Holt fedezte fel 1992. augusztus 6-án.